# Mehlprimel
Die Mehlprimel (Primula farinosa) oder Mehlige Schlüsselblume gehört zur Gattung der Primeln (Primula) und zur Familie der Primelgewächse (Primulaceae). Der Name Mehlprimel kommt vom weißen Belag der Blattunterseiten.

## Beschreibung

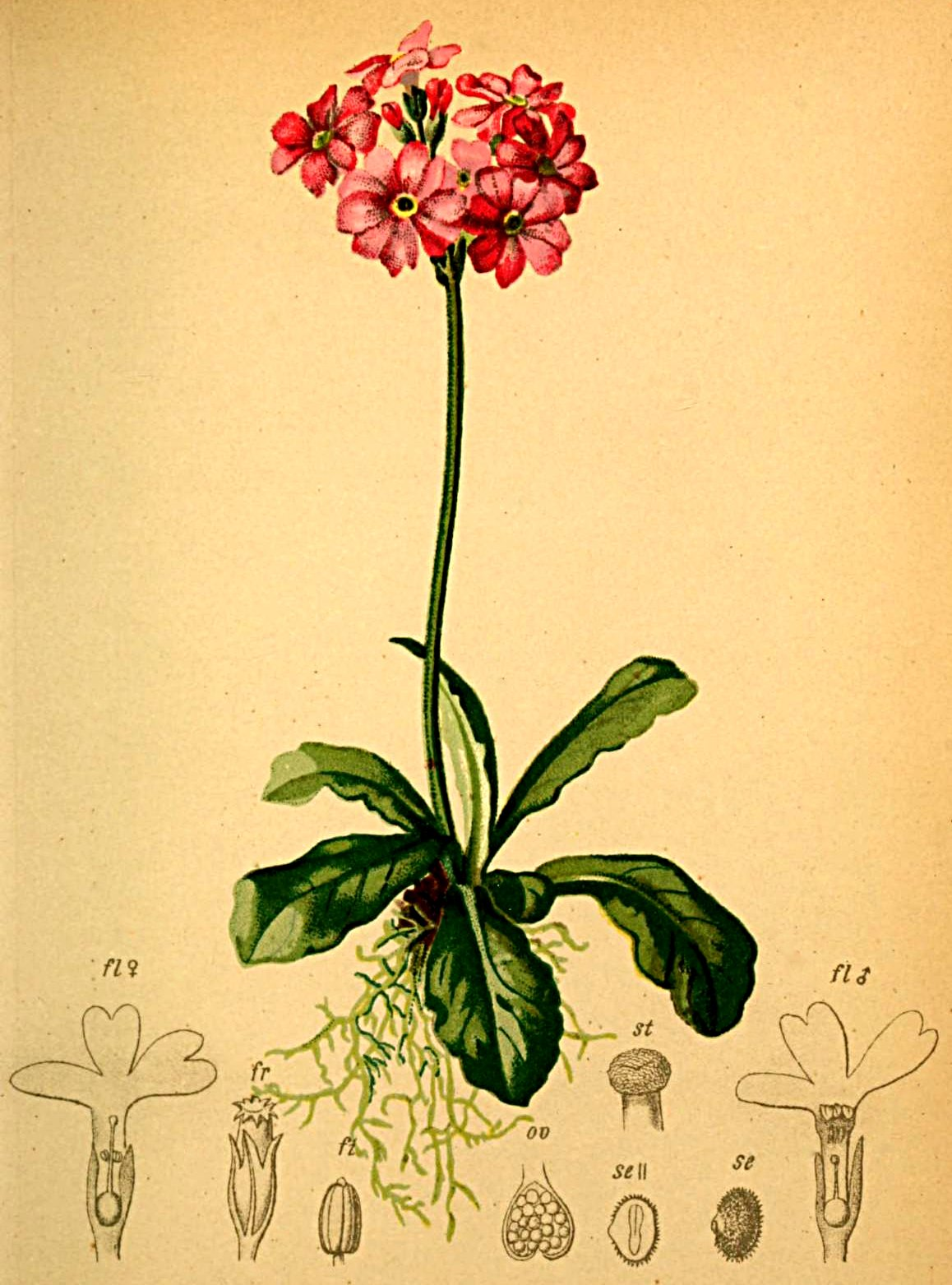
Illustration aus Anton Hartinger: Atlas der Alpenflora, 1882
- auch die Heterostylie ist veranschaulicht

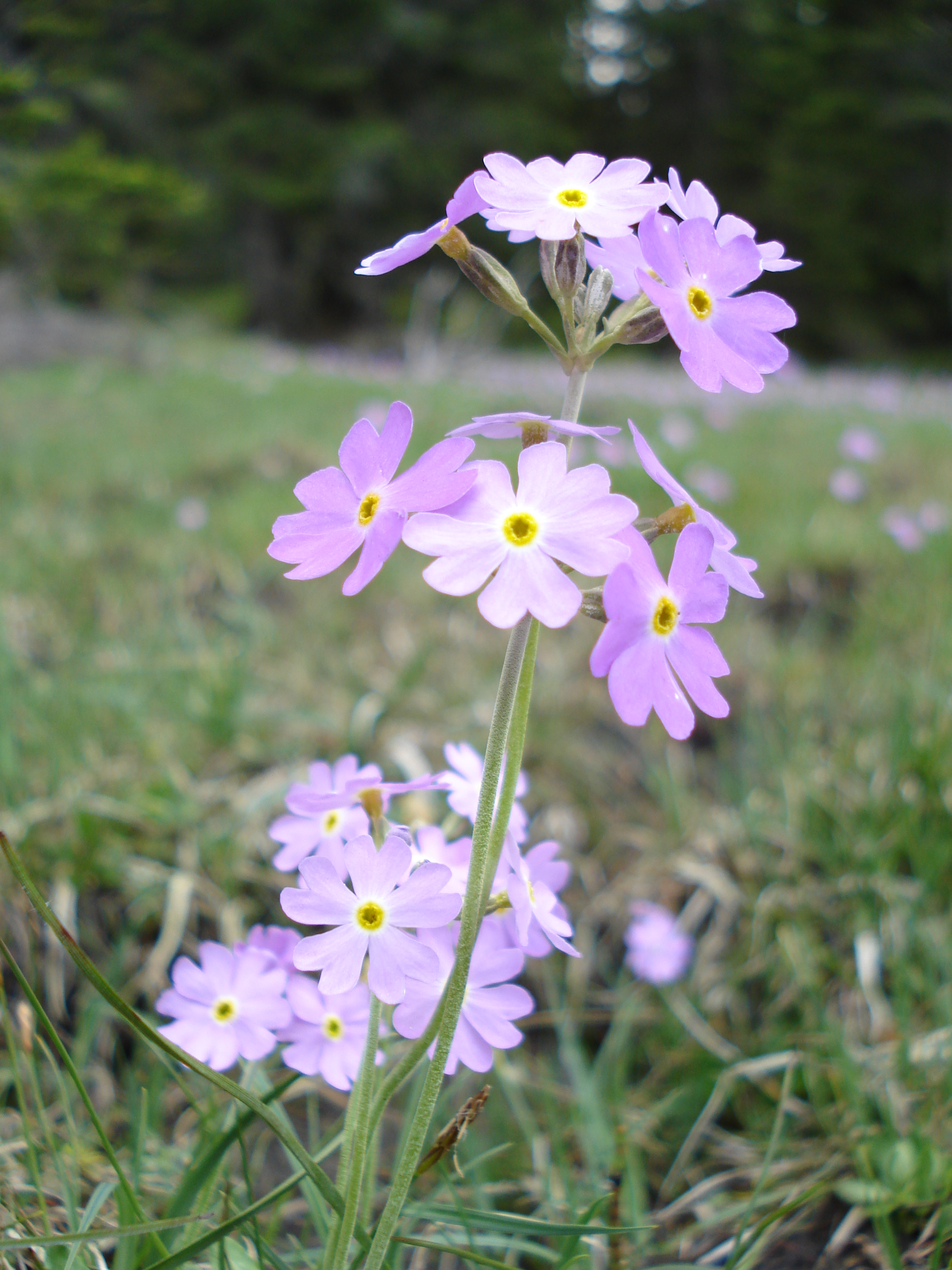
Bemehlte Blütenstandsschäfte und Blütenstände

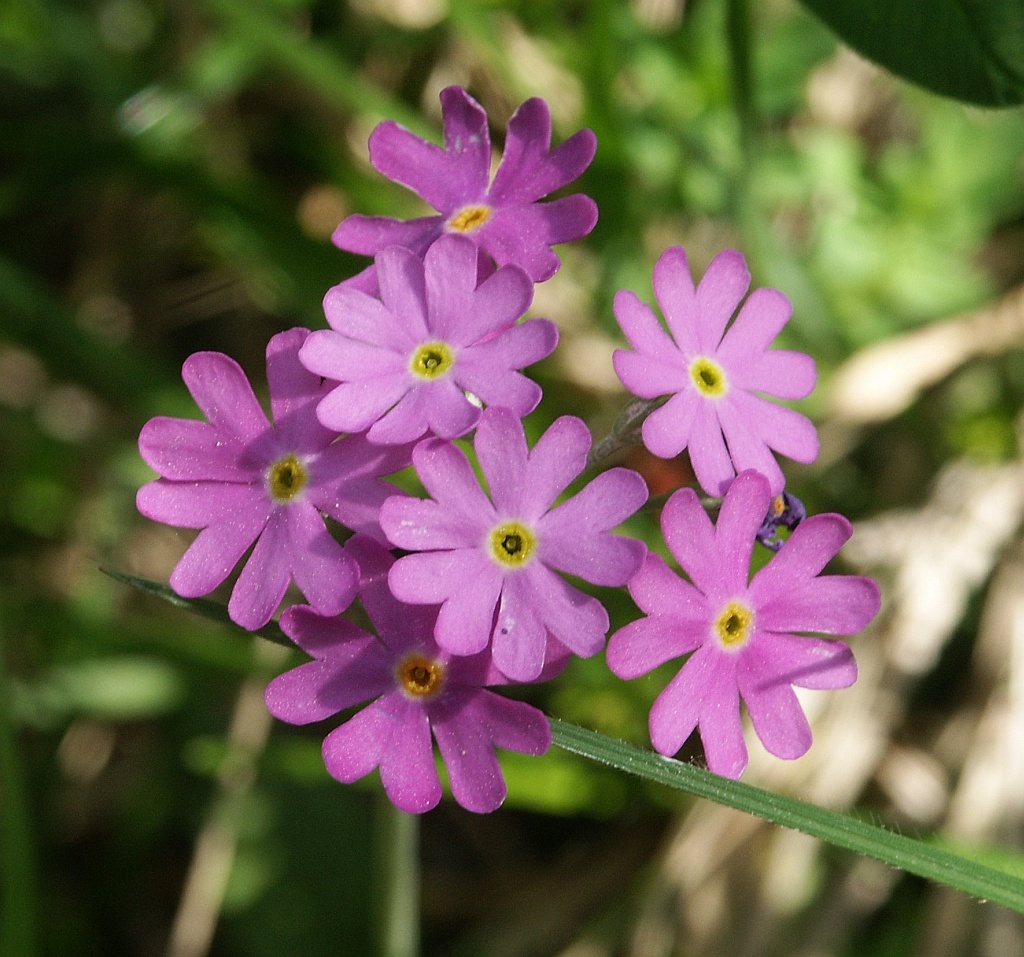
Blütenstand mit Blüten im Detail

### Vegetative Merkmale
Die Mehlprimel wächst als sommergrüne, ausdauernde, krautige Pflanze und erreicht Wuchshöhen von 5 bis 20 Zentimetern. Als Speicherorgan dient ein Rhizom. Die Drüsenhaare (Trichome) scheiden winzige Kristalle aus, die mit Pflanzenwachs vermischt den mehligen Überzug auf den oberirdischen Pflanzenteilen bilden.
Die zahlreichen in einer dichten grundständigen Rosette angeordneten Laubblätter sind in Blattstiel und Blattspreite gegliedert. Die Blattstiel ist fast so lang wie die Blattspreite. Die einfache und kahle Blattspreite ist bei einer Länge von 1 bis 7 Zentimetern und einer Breite von 0,3 bis 4 Zentimetern länglich-verkehrt-eiförmig, länglich-lanzettlich, länglich-verkehrt-lanzettlich bis länglich-spatelig mit fast gerundetem bis stumpfem oberen Ende. Die Blattunterseite ist oft dicht mehlig bestäubt. Der Blattrand ist glatt bis entfernt gesägt.

### Blütenstand, Blüte und Frucht
Die Blütezeit reicht von Mai bis Juli. Der Blütenstandsschaft ist mit einer Länge von 3 bis 5, selten bis zu 30 Zentimetern deutlich länger als die Laubblätter und meist bis zum oberen Ende mehlig bestäubt. Zahlreiche Blüten stehen in einem endständigen, doldigen Blütenstand zusammen. Die Tragblätter sind bei einer Länge von 3 bis 8 Millimetern schmal-lanzettlich bis zugespitzt-pfriemlich mit verbreiterter Basis. Die ungleich langen Blütenstiele sind während der Anthese 3 bis 15 Millimeter lang und verlängern sich bis zur Fruchtreife auf bis zu 2,5 Zentimeter.
Die zwittrige Blüte ist radiärsymmetrisch und fünfzählig mit doppelter Blütenhülle. Die fünf 4 bis 6 Millimeter langen Kelchblätter sind auf 1/2 bis 2/3 ihrer Länge glockenförmig verwachsen und innen meist mehlig. Die fünf Kelchzähne sind stumpfkantig. Der Durchmesser der Blütenkrone beträgt 10 bis 15 Millimeter. Die fünf rosa-, hellpurpurfarben bis rotlila Kronblätter sind zu einer Kronröhre verwachsenen. Auffällig ist der gelbe Schlundring. Die fünf 4 bis 7 Millimeter langen Kronzipfel sind tief ausgerandet. Es liegt schwache Heterostylie vor.
Die zylindrischen Kapselfrüchte sind mit einer Länge von 5 bis 9 Millimeter etwas länger als der Blütenkelch.

### Chromosomensatz
Die Chromosomenzahl beträgt 2n = 18 oder 36.

## Ökologie
Da die Überdauerungsknospen in Höhe der Erdoberfläche liegen, zählt man die Mehl-Primel zu den Hemikryptophyten.
Die Mehl-Primel wird von Insekten bestäubt. Als Hauptbestäuber treten Hautflügler und Falter in Erscheinung.
Die Ausbreitung der Samen erfolgt über Stoßausbreitung. Die Samen werden hierbei von Tieren oder über den Wind aus den geöffneten Kapselfrüchte herausgeschüttelt.

Verbreitung in Europa

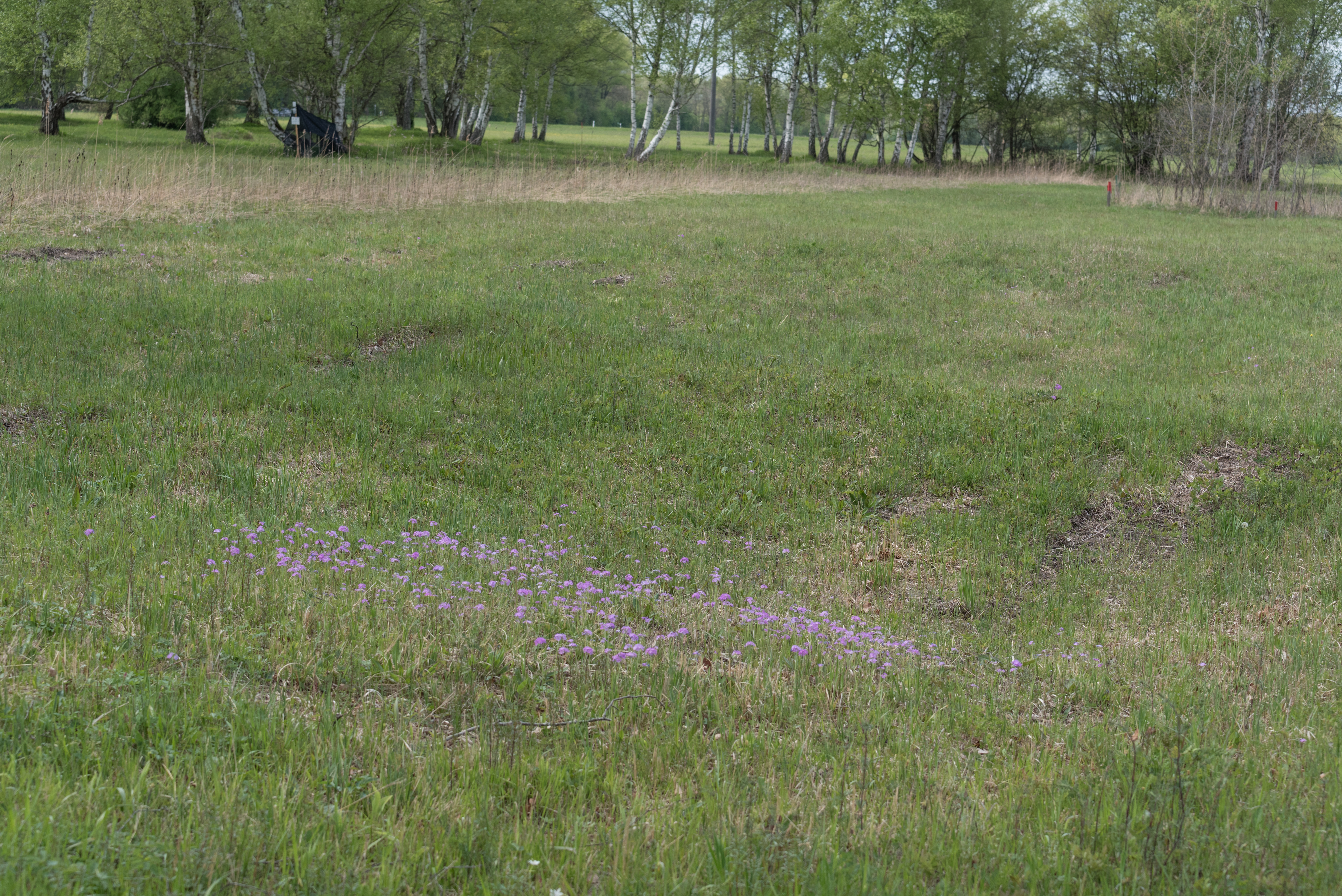
Mehlprimeln in den Grettstadter Wiesen

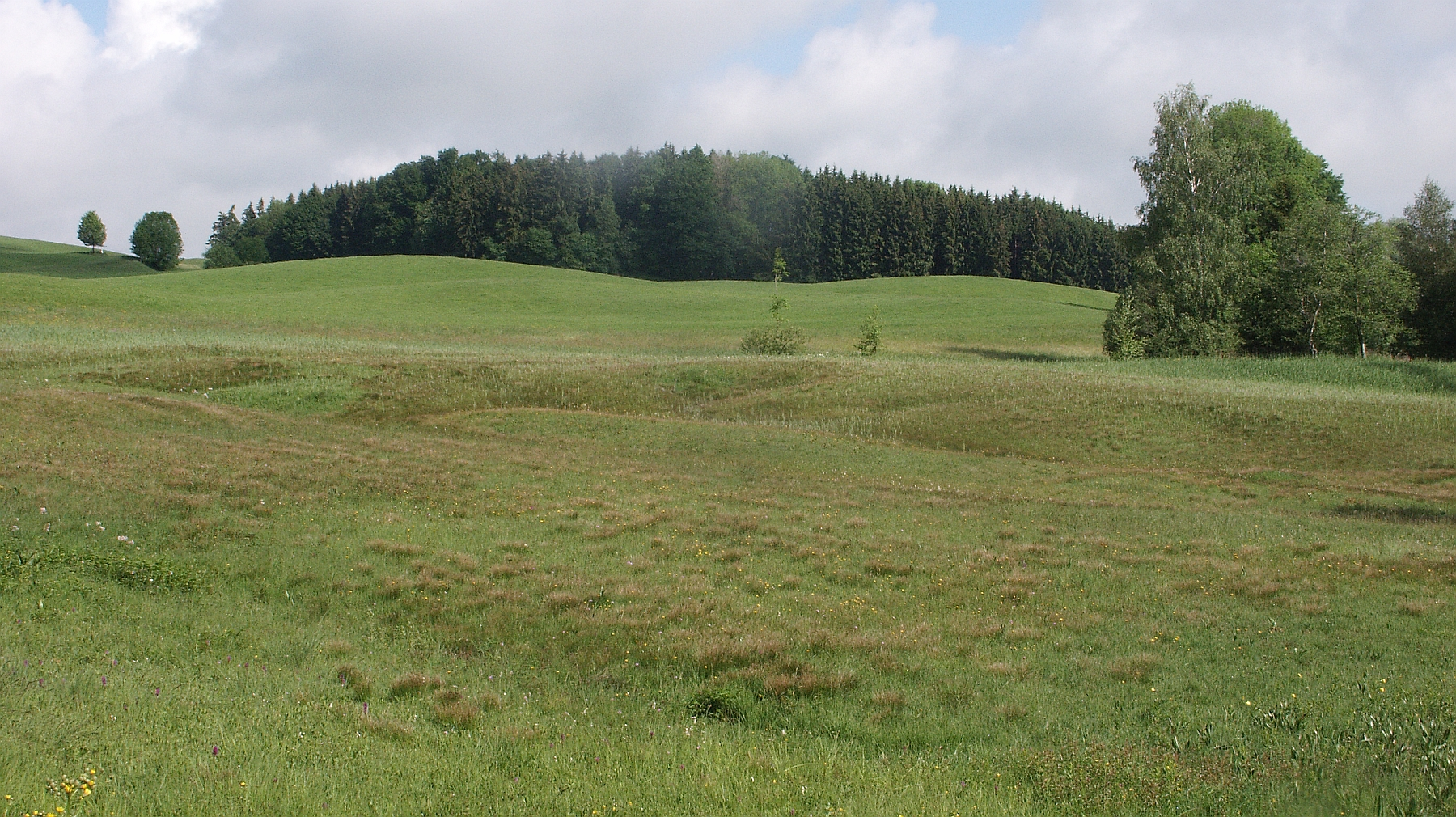
Mehlprimeln im Habitat in einem Flachmoor (Primulo-Schoenetum) in Oberschwaben

## Vorkommen
Die weitverbreitete Mehlprimel kommt in Europa (Dänemark, Schweden, Finnland, Vereinigtes Königreich, Deutschland, Österreich, Schweiz, Italien, Frankreich, Portugal, Spanien, Polen, Ungarn, ehemalige Tschechoslowakei, ehemaliges Jugoslawien, Bulgarien, Rumänien und Baltische Staaten), Russland (europäischer bis sibirischer Teil), Kasachstan, der Mongolei und in den chinesischen Provinzen Heilongjiang, Jilin sowie Nei Mongol vor.
In Deutschland kommt diese Art außerhalb des Alpenraums vom Alpenvorland lückenhaft bis an die Donau vor, sehr wenige Standorte darüber hinaus bis an den Main, weiterhin in einigen Flusstalmooren Vorpommerns als glaziales Relikt. Die Art ist in Deutschland durch die BArtSchV besonders geschützt. Nach Bundesland stellt sich die Verbreitung folgendermaßen dar: in Südbayern gilt die Mehl-Primel als verbreitet. Zerstreute Vorkommen werden in Mittel-Bayern und im südlichen Baden-Württemberg verzeichnet, dort besonders im Alpenvorland. Mit seltenen Beständen ist die Mehlprimel in Nordwest-Bayern und Ost-Mecklenburg-Vorpommern belegt. In Thüringen gilt sie als ausgestorben. In Schleswig-Holstein wurde sie in Manhagen angesalbt. Im deutschen Verbreitungsgebiet wird die Bestandssituation als rückläufig beurteilt. Sie kommt zerstreut  bis selten in allen Bundesländern Österreichs außer Wien vor. Sie gilt im Rheintal, in südlichen Kärntner Tälern, im Alpenvorland und im Pannonischen Becken als gefährdet.
Die häufigste der alpinen Primel-Arten ist auch im nördlichen Europa in Höhenlagen von der Tallage bis etwa 2500 Metern verbreitet. Als Standort werden feuchte, kalkhaltige Böden, Flachmoore und Bachufer bevorzugt. Primula farinosa ist in Mitteleuropa eine Charakterart des Caricion davallianae-Verbands. In Graubünden wurde die Art in den Adula-Alpen sogar in einer Höhenlage von 2770 Metern beobachtet.
Die ökologischen Zeigerwerte nach Landolt & al. 2010 sind in der Schweiz: Feuchtezahl F = 3+w+ (feucht aber stark wechselnd), Lichtzahl L = 4 (hell), Reaktionszahl R = 4 (neutral bis basisch), Temperaturzahl T = 2 (subalpin), Nährstoffzahl N = 1 (sehr nährstoffarm), Kontinentalitätszahl K = 4 (subkontinental).

## Systematik
Die Erstveröffentlichung von Primula farinosa erfolgte 1753 durch Carl von Linné in Species Plantarum, Band 1, Seite 143. Ein Homonym ist Primula farinosa M.Bieb., das 1808 in Flora Taurico-Caucasica, Band 1, Seite 319 aufgestellt wurde. Primula farinosa gehört zur Sektion Aleuritia Duby in der Untergattung Aleuritia (Duby) Heer innerhalb der Gattung Primula. Nahe verwandt mit der Mehlprimel ist Primula scotica Hook., die in Großbritannien vorkommt.
Je nach Autor gibt von Primula farinosa einige Unterarten oder Varietäten:
- Primula farinosa L. subsp. farinosa[10] (Syn.: Primula farinosa L. var. farinosa, Primula farinosa subsp. xanthophylla (Trautvetter & C.Meyer) Kitagawa, Primula farinosa var. xanthophylla Trautvetter & C.Meyer.[1])
- Primula farinosa subsp. alpigena O.Schwarz: Sie kommt in Spanien, Frankreich, Italien, im früheren Jugoslawien und in Ungarn vor.[10]
- Primula farinosa var. denudata W.D.J.Koch (Syn.: Primula gigantea Jacq.): Sie ist in Europa, Russland. Kasachstan, in der Mongolei, in der Inneren Mongolei und in den chinesischen Provinzen Heilongjiang sowie Jilin, Nei Mongol verbreitet.[1]